# Adil Atan
Adil Atan (Adapazarı, Turquía, 1 de enero de 1929-18 de abril de 1989) fue un deportista turco especialista en lucha libre olímpica donde llegó a ser medallista de bronce olímpico en Helsinki 1952.

## Carrera deportiva
En los Juegos Olímpicos de 1952 celebrados en Helsinki ganó la medalla de bronce en lucha libre olímpica estilo peso ligero-pesado, tras el sueco Viking Palm (oro) y el estadounidense Henry Wittenberg (plata).